# Miqueas Russo
Miqueas Russo (Córdoba, provincia de Córdoba, Argentina, 5 de mayo de 1989) es un entrenador argentino. Su último club dirigido fue el equipo femenino de Talleres, con el que consiguió dos ascensos hasta llegar a Primera División.

## Trayectoria
Miqueas Russo comenzó a dirigir el fútbol femenino de Talleres en 2017. En 2019, fue subcampeón en el Torneo de Primera A de la Liga Cordobesa y también de la Copa Córdoba. Al año siguiente, Talleres le ganó un amistoso de pretemporada a Belgrano por 3-1, pero luego el torneo fue suspendido debido a la pandemia de COVID-19.
En 2021, Talleres fue arbitrariamente expulsado de la liga local y Russo decidió dejar el club para trabajar en las inferiores de Instituto. Para 2022, Talleres ingresa a los torneos nacionales de AFA y el entrenador regresa al club para el debut de las "Matadoras" en la competencia de Primera C.
Russo consiguió los ascensos a Primera B en 2022 y a Primera A en 2024, siendo campeón invicto de la categoría en ese año. Tras un bajo rendimiento en la primera temporada en Primera A, finalizó su vínculo en abril de 2025.

## Clubes como entrenador
| Club                         | País      | Año       |
| ---------------------------- | --------- | --------- |
| Talleres (femenino)          | Argentina | 2017-2021 |
| Instituto (séptima división) | Argentina | 2021      |
| Talleres (femenino)          | Argentina | 2022-2025 |